# St. Anna (Schkopau)

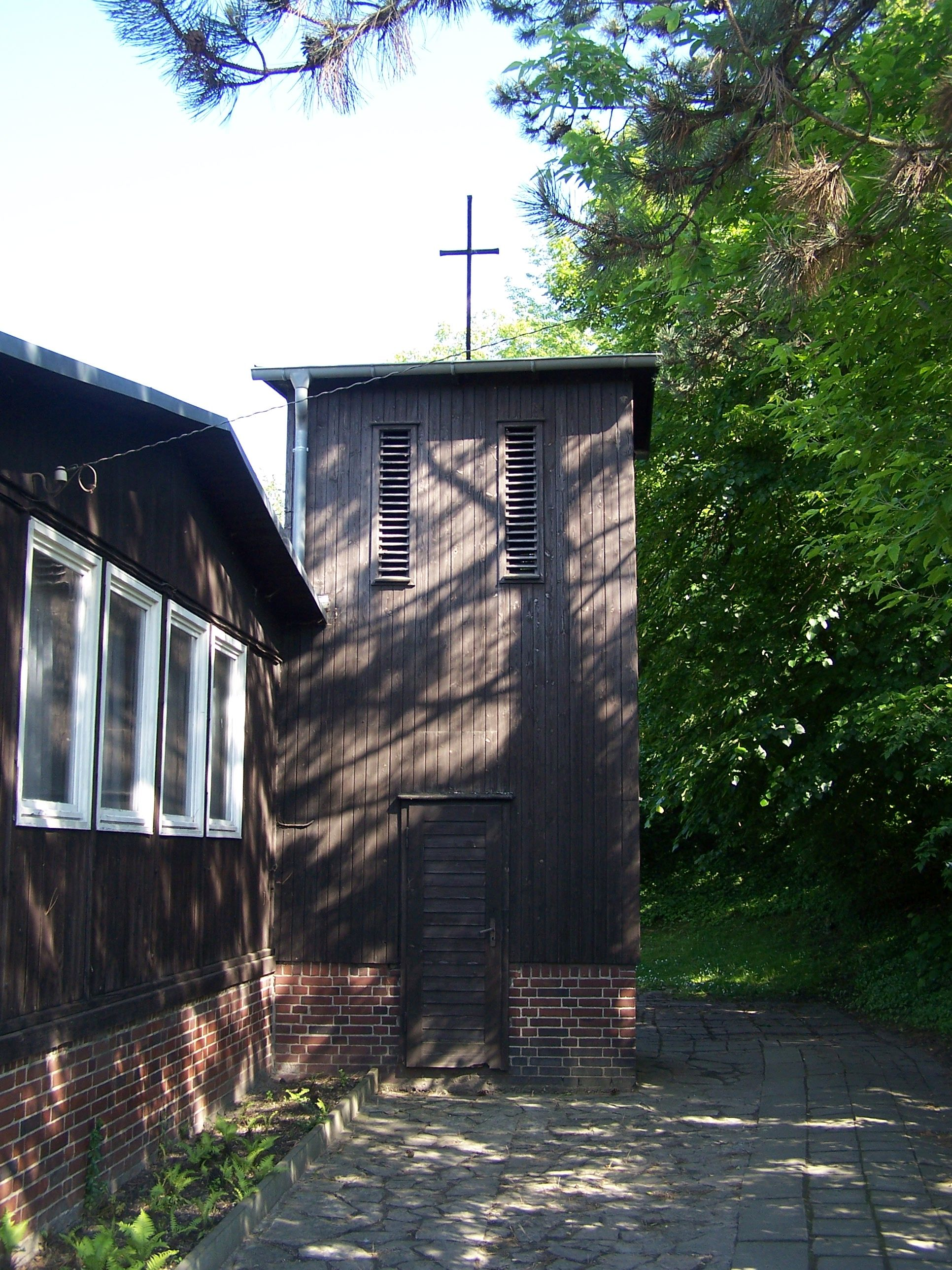
Turm und Giebel der Kirche (2007)

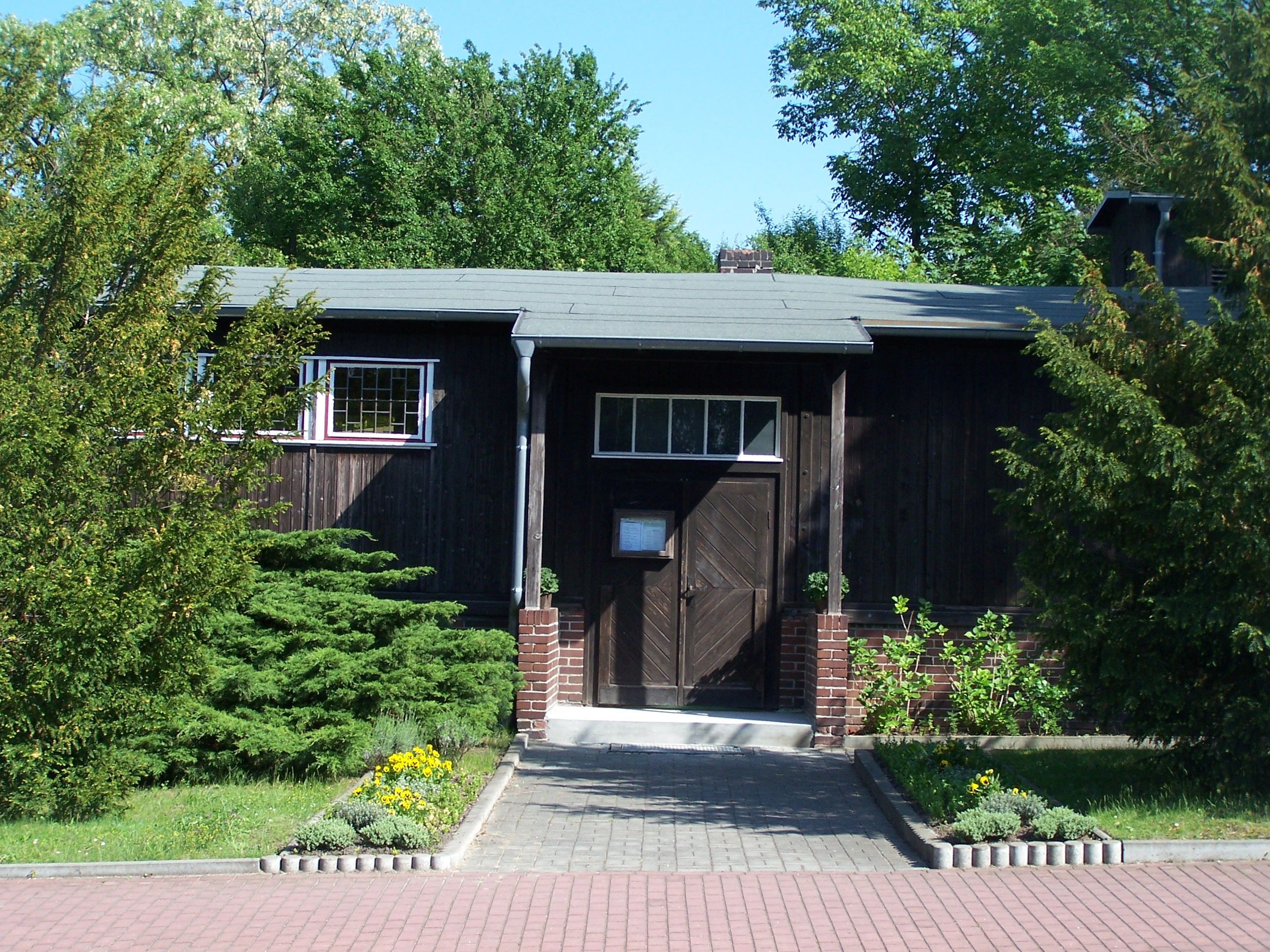
Eingang der Kirche (2007)

St. Anna war die römisch-katholische Kirche in Schkopau, einer Gemeinde im Saalekreis in Sachsen-Anhalt. Die nach der heiligen Anna, der Mutter Marias, benannte Kirche gehörte zuletzt zur Pfarrei St. Norbert mit Sitz in Merseburg im Dekanat Merseburg des Bistums Magdeburg.

## Geschichte
Mit den 1936/37 errichteten Buna-Werken, dem weltweit ersten Synthesekautschukwerk, zogen mit seiner rasch anwachsenden Belegschaft auch wieder Katholiken in das seit der Reformation lutherisch geprägte Schkopau.
Sie gehörten zunächst zur Kirchengemeinde in Merseburg. Von 1938 an fanden in Schkopau katholische Gottesdienste in der Dorfschule statt, später auch gelegentlich in einem Saal der Buna-Werke.
Nachdem das Deutsche Reich mit dem Überfall auf Polen den Zweiten Weltkrieg begann und infolgedessen Frankreich am 3. September 1939 Deutschland den Krieg erklärte und zwei Tage später eine Offensive gegen das Saargebiet begann wurden Saarländer in das Innere des Reichsgebietes evakuiert. Dadurch kamen weitere Katholiken nach Schkopau.
Am 30. März 1940 wurde der in Merseburg ansässige Vikar Karl Kaiser zum Pfarrvikar von Schkopau ernannt, um ihn vor der Einberufung zur Wehrmacht zu bewahren. Zu seinem Seelsorgebezirk gehörten neben Schkopau auch Schafstädt und weitere Ortschaften, sein Wohnsitz blieb jedoch in Merseburg.
Nachdem die Saarländer nach dem von der Wehrmacht im Juli 1940 gewonnenen Westfeldzug wieder in ihre Heimat zurückziehen konnten, vergrößerten ab Herbst 1944 wieder Evakuierte die Katholikenzahl von Schkopau, diese kamen vom Niederrhein.
Durch die Flucht und Vertreibung Deutscher aus Mittel- und Osteuropa stieg ab 1945 die Zahl der Katholiken im Seelsorgebezirk Schkopau so stark an, dass abwechselnd in den evangelischen Kirchen von Korbetha und Schkopau katholische Gottesdienste stattfanden. Von 1946 an wurden in Schkopau katholische Kirchenbücher geführt.
Am 15. April 1947 erfolgte die Versetzung von Pfarrvikar Kaiser, und Friedrich Deventer (1910–2003) wurde sein Nachfolger. Auch er nahm zunächst Wohnung in Merseburg. Mitte 1947 pachtete Deventer in Schkopau das Grundstück Bahnhofstraße 1, auf dem sich ein rund ein Meter hohes Fundament befand, das für einen nicht mehr errichteten Hochbunker gegossen wurde. Deventer ließ auf dem Fundament eine Baracke aufstellen, die aus dem Bestand des inzwischen aufgelösten Reichsarbeitsdienstes stammte. Auch ein kleiner Turm wurde daneben errichtet. In der Baracke wurde eine Notkirche eingerichtet, dazu eine Sakristei, eine Küche und drei weitere Räume.
Am 22. August 1948 fand die Benediktion der Kirche durch Wilhelm Weskamm statt. Weskamm war früher Pfarrer in Merseburg und nun Erzbischöflicher Kommissar von Magdeburg. Schutzpatronin der Kirche wurde die heilige Anna, die Schutzpatronin der Schlesier, die einen großen Teil der neuen Gemeindemitglieder stellten. Damals gehörten zum Einzugsgebiet der Kirche rund 2600 Katholiken.
Heribert Kamper (1916–1991), am 6. August 1949 geweihter Neupriester des Erzbistums Paderborn, zu dem Schkopau damals gehörte, trat im Oktober 1949 in Merseburg seinen Dienst als Seelsorger für Schkopau an. Am 29. April 1950 wurde Kamper zum Pfarrvikar der Pfarrvikarie Schkopau ernannt, die neu errichtet worden war. Am 15. Mai 1950 nahm er seine Wohnung in der Kirchenbaracke in Schkopau. 1952 wurde Georg Eckelt (1910–1956) sein Nachfolger als Kuratus von Schkopau, erlag aber bereits 1956 einer Krankheit.
Unter seinem Nachfolger, Kuratus Arnold Borgmeier (1916–2001), wurde die Kuratie Schkopau am 1. Mai 1960 zur Filialkirchengemeinde (Pfarrvikarie) erhoben. Zur Errichtung einer selbstständigen Pfarrei kam es in Schkopau nicht. Borgmeier blieb von 1956 bis zu seiner Pensionierung 1988 Seelsorger in Schkopau und verbrachte dort auch seinen Ruhestand bis zu seinem Lebensende.
Wegen der großen Zahl der Katholiken in der Pfarrvikarie Schkopau wurde am 3. September 1965 in Rockendorf eine Kapelle eingeweiht, die durch Umbau einer alten Scheune entstanden war und das Patrozinium des Papstes Pius X. bekam. Nachdem die Zahl der Katholiken in der Zeit der DDR wieder erheblich abgesunken war, wurde die Kapelle in Rockendorf 1988 aufgegeben.
Am 8. Juli 1994 wurde das Bistum Magdeburg gegründet, und die Zugehörigkeit von Schkopau wechselte vom Erzbistum Paderborn zum Bistum Magdeburg.
Am 1. September 2007 wurde der Gemeindeverbund Merseburg – Bad Dürrenberg – Leuna – Großkayna – Schkopau – Braunsbedra/Neumark – Bad Lauchstädt – Langeneichstädt – Mücheln errichtet. Damals gehörten zur Filialkirchengemeinde (Pfarrvikarie) Schkopau rund 220 Katholiken. 2007 wurde auch der Eingang der St.-Anna-Kirche erneuert, das Gotteshaus bekam auch eine neue Elektroleitung.
Am 1. Januar 2009 wurde das Dekanat Merseburg gegründet, dem die St.-Anna-Kirche seitdem angehörte. Zuvor gehörte sie zum Dekanat Halle (Saale).
Aus dem Gemeindeverbund entstand am 2. Mai 2010 die heutige Pfarrei St. Norbert mit Sitz in Merseburg, zu der neben der St.-Anna-Kirche in Schkopau auch die Kirchen St. Bonifatius in Bad Dürrenberg, Maria Regina in Bad Lauchstädt, Christkönig in Leuna, St. Norbert in Merseburg und St. Heinrich in Neumark gehören. Die damals ebenfalls zur Pfarrei St. Norbert gehörenden Kirchen Hl. Drei Könige in Großkayna, St. Bruno in Langeneichstädt, St. Ulrich in Merseburg und Herz Jesu in Neubiendorf wurden inzwischen profaniert. Die Filialkirchengemeinde (Pfarrvikarie) St. Anna in Schkopau wurde in diesem Zusammenhang aufgelöst.
Am 22. November 2015 erfolgte die Profanierung der St.-Anna-Kirche, das Kirchengebäude wurde verkauft.

## Lage, Architektur und Ausstattung
Die Kirche steht auf dem Grundstück Bahnhofstraße 1, an der Ecke zur Merseburger Straße, und ist parallel zur Bahnhofstraße ausgerichtet.
Das Gotteshaus war in einer Holzbaracke eingerichtet worden, an die ein kleiner Turm mit einer Glocke angebaut war. Der Innenraum war schlicht gehalten. Im Altarraum standen der Ambo und der Altar, die beide aus Holz gefertigt waren. An der Rückwand des Altarraums hing ein Kruzifix, hier stand auch der Tabernakel.